# Marcel van Engelen
Marcel van Engelen (1971) is een Nederlands journalist en schrijver. Hij is vooral bekend van zijn boek 'Het kasteel van Elmina' (2013).
Van Engelen volgde een studie Communicatiewetenschappen aan de UvA en vanaf 1998 een Postdoctorale Opleiding Journalistiek (PDOJ) aan de Erasmus Universiteit Rotterdam. Tijdens laatstgenoemde studie begon hij te werken voor Het Parool, waarvoor hij zeven jaar werkte. In 2000 won hij Het Gouden Pennetje. In 2007 en 2008 werkte hij als verslaggever en columnist voor dagblad De Pers.
In februari 2008 verscheen het boek De Gelukzoeker over Van Engelens vriendschap met een illegaal die rijk werd in Nederland en daarna terugkeerde naar Afrika. Het boek werd verkozen tot een van de zes beste journalistieke boeken van het Nederlands taalgebied in 2008 en 2009 (shortlist M.J. Brusseprijs).
In 2013 publiceerde Van Engelen zijn tweede boek, Het kasteel van Elmina, over de slavenhandel vanuit het Nederlandse bolwerk in West-Afrika, Fort Sint George (Ghana). Voor dit boek werd aan Van Engelen de M.J. Brusseprijs 2014 toegekend. Daarnaast werd hij genomineerd voor de E. du Perronprijs en de Bob den Uyl-prijs.
In mei 2024 verscheen De stad: Het verhaal van Amsterdam van 1980 tot vandaag, een historisch overzicht en vertelling van de stadsontwikkeling in Amsterdam na de Tweede Wereldoorlog, in het bijzonder vanaf circa 1980, en de ideeën en mensen die de grote veranderingen in die periode vormgaven en ondergingen.